# Paszab
Paszab ist eine ungarische Gemeinde im Kreis Ibrány im Komitat Szabolcs-Szatmár-Bereg. Zur Gemeinde gehört der Ortsteil Téglaháza.

## Geografische Lage
Paszab liegt 21 Kilometer nördlich des Komitatssitzes Nyíregyháza, vier Kilometer nordwestlich der Kreisstadt Ibrány und ein Kilometer südlich vom linken Ufer des Flusses Theiß. Die Nachbargemeinde Tiszabercel grenzt unmittelbar nordwestlich an Paszab.

## Tradition
Eine besondere Rolle spielt die Weberei in Paszab. Es gab ein Webhaus im Ort, aus dem in den 1950er Jahren
eine Volkshandwerksgenossenschaft entstand. Es wurden Stoffe mit traditionellen Mustern aus der Region hergestellt und unter Hinzufügung neuer Gestaltungsideen ein eigener Formstil entwickelt. Die gewebten Stoffe wurden mit der Zeit immer bekannter und werden unter den Namen „Paszabi szőttes“ und „Nyírségi szőttes“ auch exportiert.

## Gemeindepartnerschaft

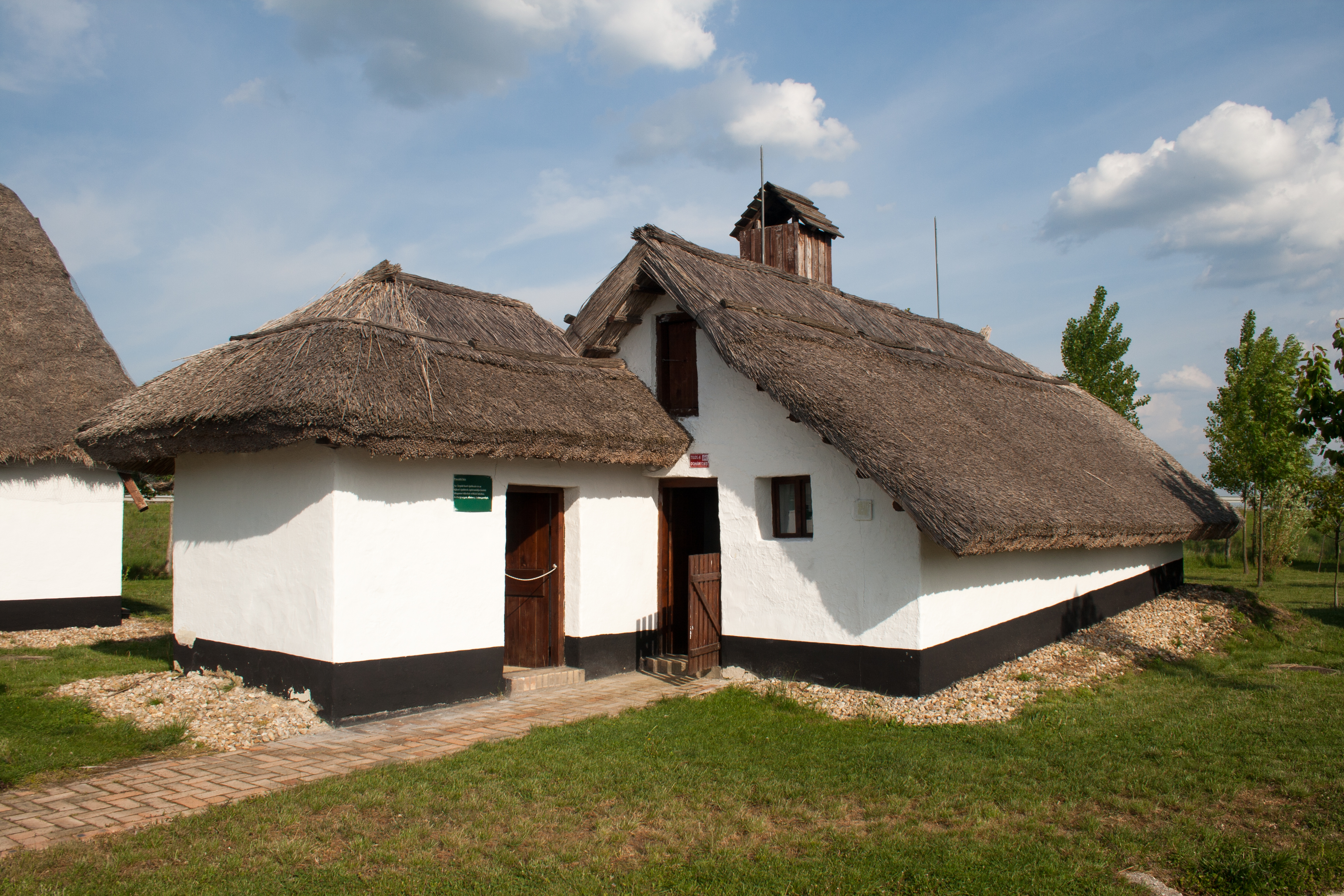
Traditionelles Wohnhaus mit Reetdach aus Paszab im M3 Archeopark

- Periș, Rumänien

## Sehenswürdigkeiten
- Griechisch-katholische Kapelle Szent István
- Heimatgeschichtliche Ausstellung (Helytörténeti kiállítás)
- Reformierte Kirche Urunk színeváltozása, erbaut 1795 (Barock)
  - Die bedeutende Orgel der Kirche wurde 1908 gebaut.

## Persönlichkeiten
Die Mitglieder der Roma-Musikgruppe Parno Graszt stammen aus Paszab.

## Verkehr
In Paszab treffen die Landstraßen Nr. 3821 und Nr. 3823 aufeinander. Die nächstgelegenen Bahnhöfe befinden sich in Kemecse und Nyíregyháza. Bis Dezember 2009 war die Gemeinde angebunden an die Schmalspurbahn Nyíregyháza–Balsa.